# Николаевский, Матвей Иосифович
Матвей Иосифович (Осипович) Николаевский (до 1902 года — Мо́рдух Ио́селевич Никола́евский; 28 июня 1882 — 1 марта 1942) — русский и советский пианист, композитор, автор методических работ по вопросам фортепианной педагогики.

## Биография
Родился 28 июня 1882 в Москве в семье кларнетиста Иосифа Львовича (Йоселя-Зельмана Лейбовича) Николаевского (1850—1911), уроженца местечка Николаево Ошмянского уезда Виленской губернии, и Мерки Гдальевны Николаевской (1863—1885), родом из Вильны. Дед, Лейб-Залман Файвишевич Николаевский (1814—?), уроженец Подольской губернии, был кантонистом и после службы осел в Николаево. У будущего композитора был старший брат Файвиш — впоследствии военный капельмейстер Фёдор Иосифович Николаевский. Мать умерла, когда ему было три года, и отец вторично женился на Шифре Хацкелевне Николаевской; в этом браке родилось ещё семеро детей. Семья жила в доме Сидорова на Большой Грузинской улице.
В 1902 году окончил Московскую консерваторию по классу фортепиано у Н. Е. Шишкина, там же занимался по композиции у С. Н. Василенко, А. А. Ильинского и М. М. Ипполитова-Иванова.
В 1904—1905 годах брал уроки по контрапункту у С. И. Танеева. Выступал как пианист. С 1917 года — преподаватель школы Большого театра, с 1920 года — концертмейстер Большого театра.
Творческо-композиторскую деятельность начал с 1901 года изданием своих музыкальных, вокальных и музыкально-педагогических сочинений, а также сочинений для оркестра. Был профессором Народной Хоровой Академии. В течение 11 лет преподавал в техникуме ГАБТ специальное фортепиано. Общественную деятельность начал с 1917 года. в 1918—1920 годах проводил культурно-просветительную работу в красноармейских частях. С 1928 года являлся художественным консультантом центрального клуба НКВД. член Союза Советских композиторов со дня его основания.
Умер 1 марта 1942 в Куйбышеве.

## Семья
- Жена — музыкальный педагог, пианистка Розалия Яковлевна Привен (1880—1962).
  - Дети — Елена (1923—2006, поэтесса, переводчик), Владимир (1905—1942, концертмейстер), Николай (1907—1996, доктор экономических наук, профессор, лауреат Государственной премии СССР), Георгий (1910—1971, учёный в области машиностроения).
- Дядя (брат отца) — художник и гравёр Фёдор Львович (Файбель Лейбович) Николаевский (также Миколаевский, 1849—1917).

## Сочинения
- методические работы — «Необходимые советы и сведения всем учащимся на фортепиано в консерваториях, музыкальных школах и у частных преподавателей» (1915), «Консерваторская постановка рук на фортепиано» (1917), «Руководство для изучения гамм и арпеджио во всех тональностях, видах и комбинациях» (1938), «Большая школа двойных нот в двух тетрадях» (примерно 1941)
- для симфонического оркестра — пьесы
- для фортепиано — Два балетных марша (1926), Татарский танец (1926), Венгерский чардаш (1926), Фокстрот (1926), Героический марш (1929), Колыбельная, цикл из шести пьес
- для голоса и фортепиано — романсы, песни, в том числе: «Под дугой колокольчик поёт»(слова В.Гарлицкого), «Эй, довольно!»(слова К.Подревского, 1927), «Широка в полях дорога»(слова К.Подревского,1927)